# Trójka Live! (album O.S.T.R.-a i Sofy)
Trójka Live! – album koncertowy rapera - O.S.T.R.-a oraz grupy muzycznej SOFA. Wydawnictwo ukazało się 24 października 2007 roku nakładem wytwórni muzycznej 3 SKY MEDIA jako dodatek do dziennika Rzeczpospolita. Nagrania zostały zarejestrowane 9 grudnia 2004 roku w Muzycznym Studiu Polskiego Radia im. Agnieszki Osieckiej w Warszawie.

## Lista utworów
Opracowano na podstawie materiału źródłowego.
1. "Zapowiedź Hirka Wrony" - 0:50
2. "Intro" - 0:53
3. "Na raz" - 2:40
4. "Ile jestem w stanie dać" - 3:27
5. "Ból doświadczeń" - 3:55
6. "Zapowiedź - O.S.T.R." - 0:43
7. "Rap po godzinach" - 4:05
8. "Początek" - 4:09
9. "Kochana Polsko" - 5:29
10. "Ja i mój Lolo" - 3:51
11. "Zapowiedź  - O.S.T.R." - 0:37
12. "Raga" - 3:12
13. "Zapowiedź  - O.S.T.R." - 0:41
14. "Blok" - 3:46
15. "Co ty tu robisz?" - 3:55
16. "Zapowiedź  - O.S.T.R." - 0:18
17. "Salsa" - 3:31
18. "Zapowiedź  - O.S.T.R." - 0:49
19. "Komix" - 5:32
20. "Zapowiedź  - O.S.T.R." - 0:49
21. "Freestyle o bębnach" - 5:23